# Valeria Pani
Valeria Pani (México; 1957 - Capital Federal, Buenos Aires, Argentina;  12 de marzo de 2014) fue una modelo, vedette, cantante y actriz de cine mexicana con carrera en Argentina.

## Carrera
Modelo y vedette de los setenta y ochenta del cine conocido como "cine de ficheras o sexi comedias", Pani actuó en algunas películas tanto en su país natal como en Argentina. Era conocida como "La Bomba Azteca", siendo esta la primera vedette mexicana en conquistar los escenarios sudamericanos.
En Argentina filmó dos comedias Amante para dos de Hugo Sofovich junto con Alberto Olmedo, Tato Bores, Moria Casán y Luisa Albinoni; y El ojo de la tormenta con Mónica Gonzaga.
En México se hizo popular en el film El patrullero 777 dirigida por Miguel Delgado, el penúltimo filme de Mario Moreno "Cantinflas", en la cual hace una crítica tragicómica de la policía y la sociedad mexicana a principios del sexenio de José López Portillo. En este film interpretó el personaje de "La Pingüis". 

## Asesinato
Falleció en Buenos Aires, Argentina el 12 de marzo de 2014, luego de ser herida en múltiples ocasiones con arma blanca en un asalto del cual fue víctima mientras salía de una obra de teatro acompañada por su esposo e hijo. Los tres fueron heridos, sin embargo solo Valeria perdió la vida a los 57 años.

## Filmografía
- 1968: México de noche, de Arturo Martínez.
- 1978: El patrullero 777.[3]
- 1980: A fuego lento.
- 1981: Amante para dos.[4]
- 1987: El ojo de la tormenta.

## Literatura
- Universidad de Guadalajara, ed. (2005). Historia de la producción cinematográfica mexicana, 1977-1978. México.
- Astray, Daniela (1985). El Cine en la Argentina: anuario 81, 82, 83, 84. México: Tinta Nueva.

- Datos: Q16266885